# Steganomima laurentensis
Steganomima laurentensis là một loài bướm đêm trong họ Geometridae.